# 신혜경 (성우)
신혜경은 대한민국의 성우이다. 1994년 KBS에 입사했으며, 현재는 KBS 24기이다. 한국방송 성우극회 소속.

## 주요 출연작품

### 애니메이션
- 몽키매직 (KBS) - 판야

### 영화
- 자스민의 함정 (KBS)
- 34번가의 기적 (KBS)
- 미믹 (KBS)
- 우리들만의 집 (KBS)
- 쥬니어 (KBS)
- 나비 - 지하방송(목소리 출연)

### 방송
- 기네스북에 도전한 사람
- 내셔널 지오그래픽

### 교재
- 한솔
- 민병철 영어

### 기타
- 암웨이
- 원더랜드
- 천애 - 정아
- 추억은 방울방울 - 양호 선생님
- 다수의 음악프로, 사내방송, 어린이프로, 외화 녹음